# Éclipse lunaire du 4 avril 2015
| Éclipse totale de Lune du 4 avril 2015 | Éclipse totale de Lune du 4 avril 2015 |
| -------------------------------------- | -------------------------------------- |
|                                        |                                        |
| Gamma                                  | 0,4460                                 |
| Magnitude                              | 1,0008                                 |
| Localisation                           | Océan Pacifique                        |
| Saros (membre de la série)             | 132 (30 sur 71)                        |
| Durée (h:min:s)                        |                                        |
| Totalité                               | 4 min 43 s                             |
| Phases partielles                      | 2 h 29 min 1 s                         |
| Phases pénombrales                     | 5 h 57 min 31 s                        |
| Contacts (UTC)                         |                                        |
| P1                                     | 09:01:27                               |
| U1                                     | 10:15:45                               |
| U2                                     | 11:57:54                               |
| Maximum                                | 12:00:15                               |
| U3                                     | 12:02:37                               |
| U4                                     | 13:44:46                               |
| P4                                     | 14:58:58                               |
|                                        |                                        |

L'éclipse lunaire du 4 avril 2015 est la première éclipse de Lune de l'année 2015. Il s'agit d'une éclipse totale. Elle est la troisième d'une tétrade, soit une série de quatre éclipses totales consécutives ayant chacune lieu à environ six mois d'intervalle. Les deux premières se sont produites le 15 avril 2014 et le 8 octobre 2014, et la dernière a eu lieu le 28 septembre 2015.

## Visibilité

Séquence animée des différentes phases de cette éclipse.

Note : La principale particularité de cette éclipse totale est la durée très courte de la phase de totalité (4 min 43 s).

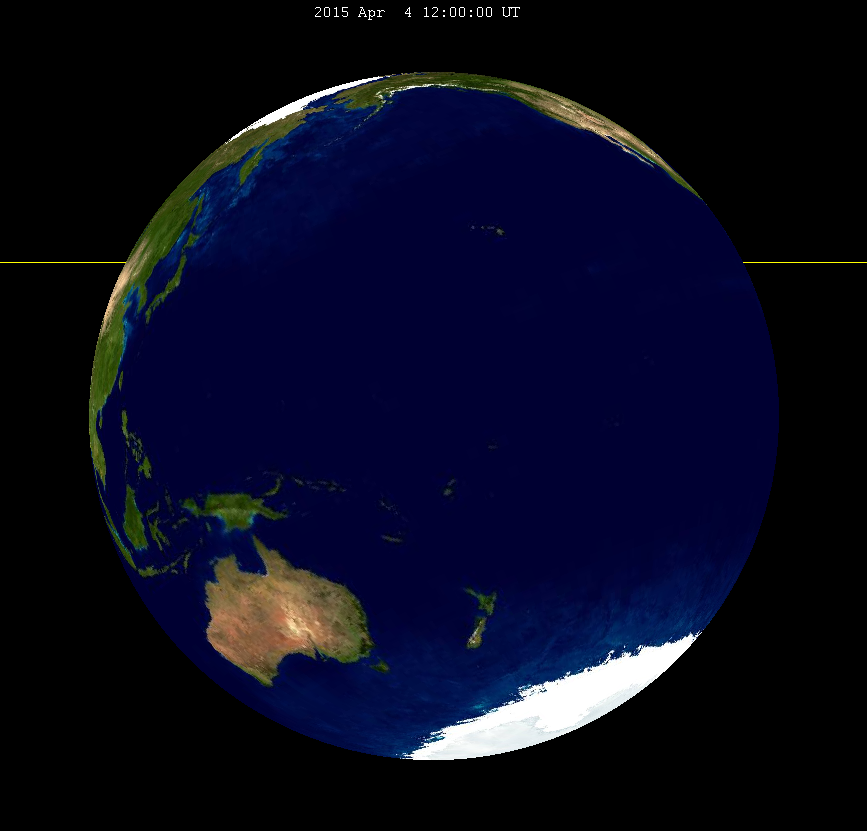
La Terre vue de la Lune au maximum de l'éclipse.

Cette éclipse a été visible depuis l'Ouest de l'Amérique du Nord, la quasi-totalité de l'Océan Pacifique, l'Est de l'Asie, l'Australie et la Nouvelle-Zélande.

## Photos

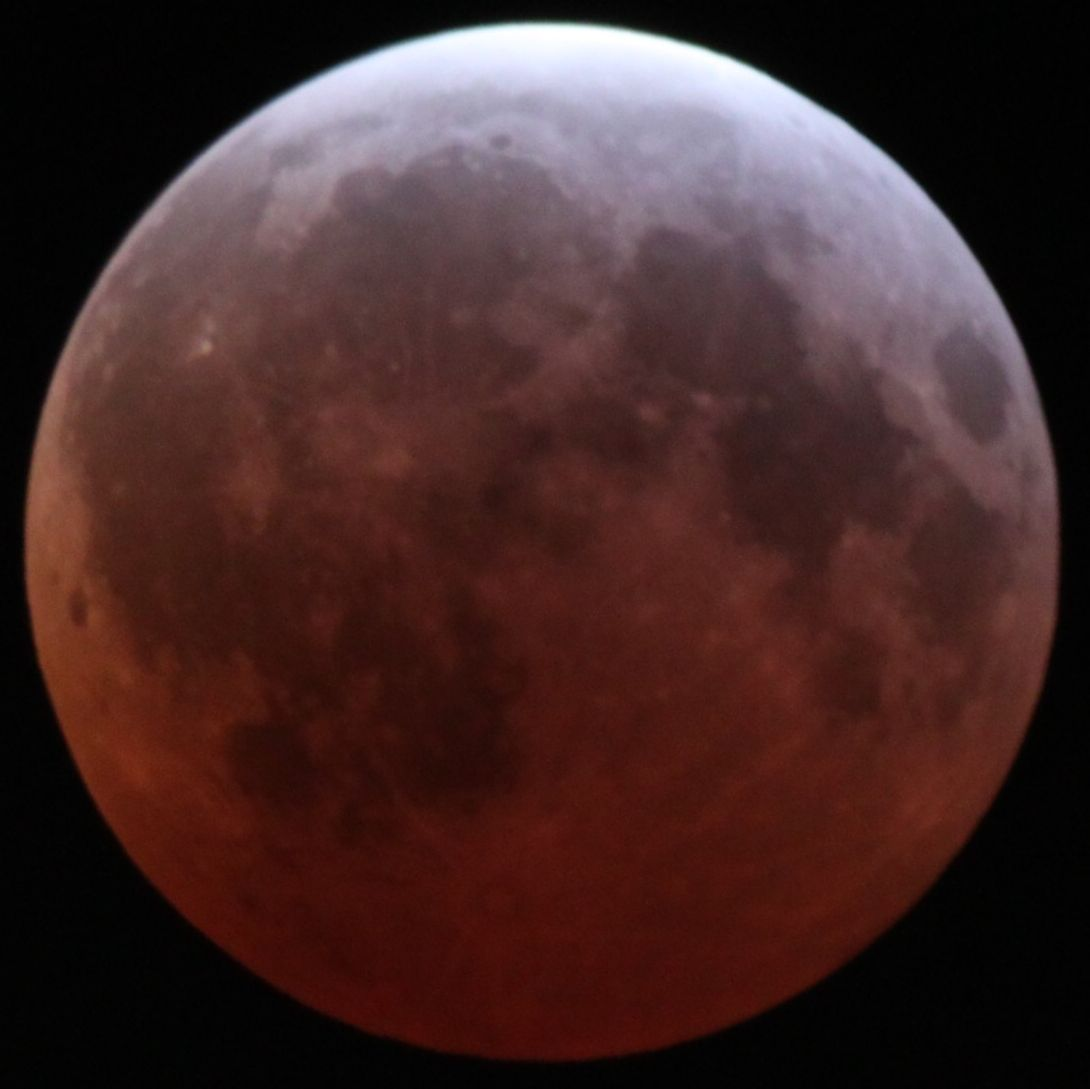
Éclipse lunaire du 4 avril 2015, depuis Los Angeles.